# ¿Dónde estás corazón?
"¿Dónde Estás Corazón?" (em português:  Onde você está, coração?) é uma canção gravada pela artista musical colombiana Shakira, tirada de seu terceiro álbum de estúdio, Pies descalzos. Foi lançado em 1996 pela Sony Music e Columbia Records, como o segundo single do álbum. Shakira e Ochoa ganharam o prêmio da Sociedade Americana de Compositores, Autores e Editores para Canção Pop/Contemporânea em 1997, pela música.

## Antecedentes e desenvolvimento
Em 1990, Shakira, de treze anos, assinou um contrato de gravação com a Sony Music e lançou seu primeiro álbum de estúdio Magia em 1991, que consistiu em grande parte em faixas que havia escrito desde os oito anos de idade. Comercialmente, o projeto fracassou, vendendo um incrível 1.200 exemplares na terra natal, na Colômbia. Seu segundo disco Peligro foi lançado em 1993 e sofreu um fracasso semelhante. Conseqüentemente, Shakira tirou um hiato de dois anos, permitindo que ela completar sua educação secundária.
Tentando recomeçar sua carreira, Shakira lançou seu primeiro álbum de estúdio por uma grande gravadora Pies descalzos em 1995, pela Sony Music e Columbia Records. Assumindo uma posição proeminente em sua produção, ela coescreveu e coproduziu cada uma das onze faixas incluídas no disco. Escolhido como o segundo single do projeto, "¿Dónde Estás Corazón?" recebeu produção adicional de Luis Fernando Ochoa.
Esta música apareceu originalmente em um álbum de compilação chamado Nuestro Rock (Our Rock), lançado em sua terra natal na Colômbia. Esta música acabou por ser o único sucesso do álbum inteiro, e um videoclipe foi filmado para a música, dirigida por Oscar Azula e Julian Torres. Isso significou seu avanço na Colômbia. Devido ao sucesso desta música, a Sony Music deu-lhe a oportunidade de gravar e lançar um novo álbum. A música foi colocada em seu álbum Pies descalzos e serviu como o segundo single, quando foi relançado em 1996 em toda a América Latina. A música foi remixada no The Remixes (1997) e foi destaque no álbum de maiores sucessos de Shakira, Grandes Éxitos (2002).
Ainda em 1996, a canção em sua versão "remix single" foi incluída na trilha sonora internacional da novela "Salsa e Merengue", exibida pela TV Globo, entre 1996/1997.

## Videoclipe
O primeiro videoclipe foi dirigido por Oscar Azula e Julian Torres. Este clipe mostra Shakira, executando a música em preto e branco e mais tarde, mostra a cantora dançando com um vestido de prata. Este vídeo estreou na Colômbia.
O outro vídeo musical, dirigido por Gustavo Garzón, mostra várias cenas de Shakira com fotos, sentada em uma cadeira vermelha, cantando na chuva e mostra outras pessoas em cenas diferentes.

## Desempenho nas tabelas musicais

### Paradas semanais
| Tabelas musicais (1996) | Melhor posição |
| ----------------------- | -------------- |
| EUA (Hot Latin Songs)   | 5              |
| EUA (Latin Pop Songs)   | 3              |